# Darkthrone
Darkthrone est un groupe de black metal norvégien, originaire de Kolbotn. Il est formé en 1986 comme groupe de death metal sous le nom de black death. En 1991, le groupe adopte le style black metal, influencé par Bathory et Celtic Frost, et devient l'un des plus grands groupes de la scène black metal norvégienne. Leurs deuxième, troisième et quatrième albums — A Blaze in the Northern Sky, Under a Funeral Moon, et Transilvanian Hunger — sont considérés, par les fans et la presse spécialisée, comme les meilleurs jamais créés durant la carrière du groupe, et comme les albums les plus influents du genre. Durant la majeure partie du temps, Darkthrone se compose du duo Nocturno Culto et Fenriz. Depuis 2006, leurs compositions sont plus axées black metal traditionnel accompagné d'éléments sonores extraits du heavy metal traditionnel, du speed metal et du punk rock, dans un style similaire à celui de Motörhead.

## Biographie

### Années death metal (1986–1990)
Le groupe se forme en 1986 à Kolbotn, en Norvège sous le nom initial de Black Death,. Il est alors composé de Gylve « Death » Nagell à la batterie et au chant, Anders Risberget à la basse, et d'Ivar Enger à la guitare.
Black Death pratique alors un death metal typique de l'époque aux influences nombreuses telles que Venom, Celtic Frost, Slayer et Cryptic Slaughter (en). À l'automne 1987, le groupe change de nom pour celui de Darkthrone et intègre Dag Nilsen (basse), laissant à Anders quelques lignes de guitares sur la démo Land of Frost en 1988, avant son départ définitif. Au printemps 1988, Ted Skjellum (chant, guitare) rejoint le groupe. Avec ce line-up stabilisé, le groupe sortira les démos A New Dimension en 1988, Thulcandra en 1989, et Cromlech en 1989. Darkthone est alors signé sur le label britannique Peaceville Records pour un contrat de quatre albums. L'enregistrement du premier, Soulside Journey, se déroule en 1990. Malgré un budget faible, l'enregistrement au Sunlight Studio est possible grâce à l'aide des membres des groupes Nihilist et Entombed. Gylve Nagell adopte le pseudonyme Hank Amarillo sur cet album.

### Années black metal (1991–1994)
En 1991, le groupe opère un changement de style rejoignant le mouvement black metal avec l'influence d'Euronymous (Mayhem) adoptant dès lors l'imagerie telle que le corpsepaint et de nouveaux pseudonymes. Gylve devient Fenriz, Ivar se renomme Zephyrous, Ted utilisant Nocturno Culto. Dag Nilsen participe à l'enregistrement de l'album A Blaze in the Northern Sky au mois d'août 1991, mais quittera le groupe avant la sortie de l'album en janvier 1992. Délibérément un retour aux sources, A Blaze in the Northern Sky s'illustre par le poids du luciférisme (doctrine de l'homme qui s'élève au rang de divinité) ; cet album est un des premiers du genre à paraître (mis à part les premiers efforts de Mayhem, et l'album Worship Him de Samael) et on peut considérer à partir de ce moment que le black metal s'est totalement inspiré d'une influence Cold Wave. De plus, Fenriz, batteur et parolier du groupe, affirme dans l'interview Chapter 2 (disponible sur la réédition de l'album) que Peaceville Records est très sceptique à la première écoute de l'album. Le label avait peur qu'une forme aussi extrême et « sale » de musique n'intéresse pas. Menaçant d'aller se faire éditer par le label d'Euronymous, Darkthrone a gain de cause et Peaceville sort A Blaze in the Northern Sky.
Darkthrone sort ensuite son troisième album, Under a Funeral Moon, encore plus « sale » côté production que le précédent. La prise de son et les riffs poussent les limites du black metal de l'époque encore plus loin. En 1994, Darkthrone sort un quatrième album, Transilvanian Hunger, pour lequel Varg Vikernes de Burzum écrit plusieurs textes (le Luciférisme d'antan laisse place à un Odinisme teinté de satanisme). Une phrase au dos de l'album fait scandale : « Norsk Arisk Black Metal », qui signifie « black metal norvégien et aryen ». Cette phrase sera plus tard retirée de l'album par Peaceville. Ils rejoignent ainsi la scène black metal empreinte d'extrême droite, même s'ils s'en défendent depuis 1995.

### Moonfog Records (1995–2004)
Le nouvel album de Darkthrone sort en 1995 : Panzerfaust, plus proche de leurs influences Celtic Frost/Hellhammer. L'album, enregistré entre février et avril 1994, contient les premières pièces lentes de Darkthrone, comme Quintessence ou The Hordes of Nebulah. Darkthrone compose Total Death en 1996, qui lui se rapproche plus de l'ambiance de ses premiers albums et présente des paroles écrites par des membres de la scène norvégienne (Garm (en), Ihsahn, Satyr et Carl-Michael Eide (en)). Malgré la sortie de Goatlord (d'anciens titres de l'époque pré-A Blaze in the Northern Sky), en 1996, les ventes ne suivent pas et le groupe fait une pause. Nocturno Culto s'en va ensuite dans une tournée avec Satyricon, et Fenriz s'égare dans deux années de trip d'acide[réf. nécessaire].
Après plus de deux ans d'absence, paraissent en 1999 Ravishing Grimness, en 2001 Plaguewielder et en 2003 Hate Them. À ce moment, le black metal de Darkthrone commence à prendre une tournure légèrement thrash metal. En 2004 vient Sardonic Wrath qui semble être le dernier album de Darkthrone sur le label Moonfog Production (propriété de Satyr de Satyricon).

### Changement de direction (depuis 2005)
Revenu au label Peaceville Records, Darkthrone fait paraître The Cult is Alive, qui pousse encore plus loin l'évolution vers un black metal plus près du punk. Commercialisé le 14 mars 2006, l'album est le premier composé par Darkthrone à apparaître dans les classements musicaux norvégiens, à la 22e place.
En 2007, cette évolution se poursuit avec la sortie en octobre de F.O.A.D. : l'album mélange au black metal beaucoup d'influences punk, rock 'n' roll et heavy metal. En 2008, la sortie de Dark Thrones and Black Flags (on retrouve d'ailleurs le zombie Max Necro, déjà présent sur F.O.A.D.), marque la continuation dans cette branche, avec un album de black metal très rock 'n' roll. 2010 voit Darkthrone continuer dans sa nouvelle orientation sur Circle the Wagons.
Fin 2010, Peaceville acquiert les droits des albums Moonfog du groupe et réédite Panzerfaust sous formats double-disques et vinyle. La réédition de Total Death est commercialisée le 14 mars 2011. En juillet 2012, Darkthrone annonce un nouvel album, The Underground Resistance, commercialisé le 23 février 2013.

## Membres

### Membres actuels
- Nocturno Culto – guitare, chant, basse (depuis 1988)
- Fenriz – batterie, chant (depuis 1986)

### Anciens membres
- Ivar « Zephyrous » Enger – guitare (1987–1993)
- Dag Nilsen – guitare basse (1988–1991)
- Anders Risberget – guitare (1986-1988)

## Discographie

### Années 1990
- 1990 : Soulside Journey
- 1992 : A Blaze in the Northern Sky
- 1993 : Under a Funeral Moon
- 1994 : Transilvanian Hunger
- 1995 : Panzerfaust
- 1996 : Total Death
- 1997 : Goatlord
- 1999 : Ravishing Grimness

### Années 2000
- 2000 : Preparing for War
- 2001 : Plaguewielder
- 2003 : Hate Them
- 2004 : Sardonic Wrath
- 2006 : The Cult Is Alive
- 2007 : F.O.A.D.
- 2008 : Frostland Tapes
- 2009 : Dark Thrones and Black Flags

### Années 2010
- 2010 : Circle the Wagons
- 2013 : The Underground Resistance
- 2016 : Arctic Thunder
- 2019 : Old Star

### Années 2020
- 2021 : Eternal Hails......
- 2022 : Astral Fortress
- 2023 : Goatlord: Original
- 2024 : It Beckons Us All

## Vidéographie
- 1994 : Transilvanian Hunger
- 2006 : Too old, too Cold

## Artistes liés
- Mayhem, leur deuxième album A Blaze in the Northern Sky faillit être publié chez Deathlike Silence Productions le label géré par Euronymous qui lui est d'ailleurs dédié.
- Burzum, les albums Transilvanian Hunger et Panzerfaust contiennent des textes écrits par Varg Vikernes.
- Dødheimsgard, Fenriz joue la basse en tant que musicien de session sur leur premier album Kronet Til Konge.
- Satyricon, Ted Skejllum est invité à jouer la guitare sur l'album Nemesis Divina. De plus, Moonfog Production est la maison de disque gérée par Sigurd Wongraven (qui publia plusieurs albums de Darkthrone).
- Neptune Towers, projet solo de Dark Ambient conduit par Fenriz.
- Emperor, sur l'album Total Death la chanson Black Victory of Death est écrite par Ihsahn
- Immortal, le groupe fit une reprise de "To walk the infernals fields" sur la compilation cover "Darkthrone Holy Darkthrone"